# Roberto Farfán
Roberto Farfán Quispe (Lima, 16 de diciembre de 1973) es un exfutbolista peruano. Se desempeñaba en la posición de delantero. Es hermano mayor del también futbolista Rafael Farfán y tío de Jefferson Farfán.

## Selección nacional
Fue internacional con la selección de fútbol del Perú en 9 ocasiones y marcó 3 goles. Debutó el 20 de junio de 1996, en un encuentro amistoso ante la selección de Armenia que finalizó con marcador de 4-0 a favor de los peruanos.

## Clubes
| Club                      | País   | Año         |
| ------------------------- | ------ | ----------- |
| Ciclista Lima             | Perú   | 1994 - 1995 |
| Deportivo Municipal       | Perú   | 1996        |
| Universitario de Deportes | Perú   | 1997 - 1998 |
| Veria F. C.               | Grecia | 1999        |
| Universitario de Deportes | Perú   | 1999        |
| Alianza Lima              | Perú   | 2000 - 2002 |
| Unión Huaral              | Perú   | 2003        |
| Sport Boys                | Perú   | 2003        |
| Universitario de Deportes | Perú   | 2004 - 2005 |
| Deportivo Municipal       | Perú   | 2006 - 2007 |
| Alianza Atlético          | Perú   | 2007        |
| Total Clean               | Perú   | 2008        |
| Alianza Atlético          | Perú   | 2008 - 2009 |
| Cobresol F. B. C.         | Perú   | 2010        |
| Atlético Torino           | Perú   | 2011        |

## Palmarés

### Campeonatos nacionales
| Título                    | Club                      | País | Año  |
| ------------------------- | ------------------------- | ---- | ---- |
| Primera División del Perú | Universitario de Deportes | Perú | 1998 |
| Primera División del Perú | Universitario de Deportes | Perú | 1999 |
| Primera División del Perú | Alianza Lima              | Perú | 2001 |
| Segunda División del Perú | Deportivo Municipal       | Perú | 2006 |
| Segunda División del Perú | Total Clean               | Perú | 2008 |
| Segunda División del Perú | Cobresol F. B. C.         | Perú | 2010 |